# أدولف فيدير
أدولف فيدير (بالفرنسية: Aizik Feder) (1886 - 1943) رسام أوكراني ذو أصول يهودية. رحل إلى فرنسا عام 1908 ومكث بها حتى قتل على يد نظام فيشي إبان الاحتلال النازي لفرنسا. أشهر أعماله تلك التي رسمها لزملائه المعتقلين معه في معسكر اعتقال درانسي.
حقق أول نجاحاته في عام 1912 حين عرض لوحاته لمناظر طبيعية في صالون دوتون. كما رسم خمس وأربعين رسما لكتاب شعري للشاعر أرتور رامبو الفرنسي.